# 阿尔滕多夫 (班贝格县)
阿尔滕多夫（德語：Altendorf，發音：[ˈaltn̩ˌdɔʁf]）是德国巴伐利亚州上弗兰肯行政区班贝格县的市镇，面积8.7平方千米，人口为人。